# Los (Schweden)

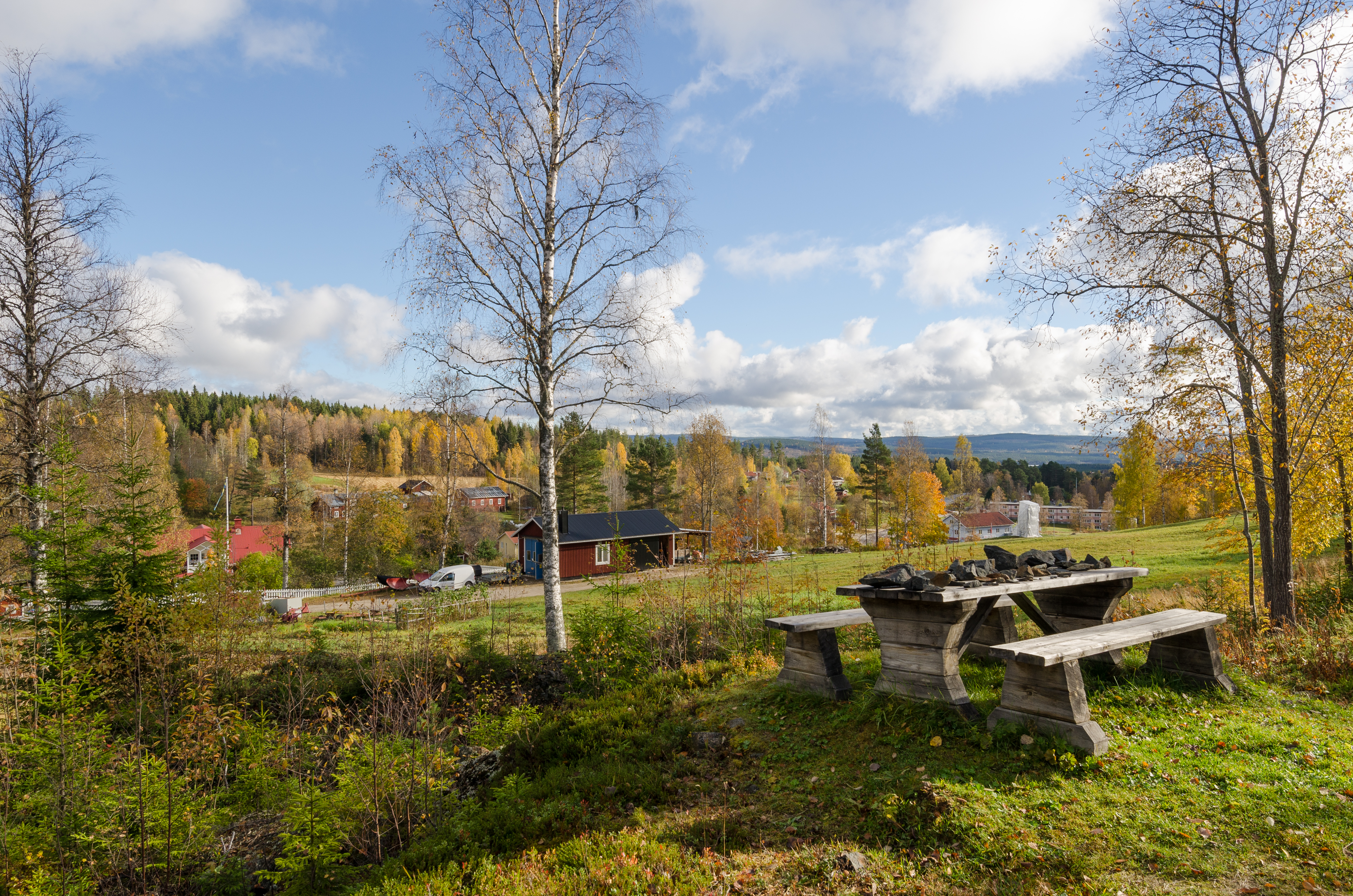
Los.

Los, ältere Schreibweise: Loos, ist eine Ortschaft (Tätort) in der schwedischen Gemeinde Ljusdal die zur Provinz Gävleborgs län gehört. Im Ort wohnen 354 Personen (2015).
Los ist hauptsächlich bekannt für die hier befindliche Erzgrube aus deren Erz der Chemiker Axel Frederic Cronstedt Mitte des 18. Jahrhunderts das Element Nickel erstmals in reiner Form darstellte. Der Bergbaumeister H. Kalmeter hatte in Los begonnen nach Bismut und Cobalt zu schürfen, das schon 1735 von Georg Brandt als eigenständiges Metall erkannt wurde. Die zu Tage gebrachten Erze gaben aber nicht die für Cobalt typische tiefblaue Farbe. Cronstedt untersuchte darauf das Erz genauer und entdeckte, dass das Gestein nur geringe Mengen an Cobalt enthielt, dafür aber ein bisher unbekanntes Metall, dem er den Namen Nickel gab. Seine Entdeckung beschrieb er im Aufsatz Rön och försök, gjorda med en malmart från Los kobolt-grufvor ("Erfahrungen und Versuche an einem Erz aus der Cobalt-Grube in Los", in Abhandlungen der schwedischen Wissenschaftsakademie, 1751–1754).